# باربرا باريت
باربرا باريت (بالإنجليزية: Barbara Barrett)‏ هي محامية ودبلوماسية أمريكية، ولدت في 26 ديسمبر 1950.

## وصلات خارجية
- باربرا باريت على موقع إن إن دي بي (الإنجليزية)